# Sulle tracce di Mary
Sulle tracce di Mary è un romanzo poliziesco dello scrittore statunitense James Patterson e fa parte di una serie di romanzi sul detective Alex Cross. 

## Trama
Alex Cross sta trascorrendo una vacanza serena a Disneyland con la sua famiglia quando una serie di brutali ed audaci assassinii sconvolge nuovamente la sua vita. Combattuto tra la famiglia e il senso del dovere, rimette i panni del detective dell'FBI e si mette al lavoro. La mano brutale è quella di “Mary Smith”, pseudonimo dell'assassino, che uccide madri di famiglia in modo orrendo. Dopo colpi di scena, tipici dell'autore, rompicapi degni di psichiatri di fama mondiale, la verità emerge e, sempre dopo un corpo-a-corpo tra il protagonista e il “cattivo”, vi è il rassicurante “lieto fine”.